# Aurillac
Aurillac (antični Aureliacum, okcitansko Orlhac) je mesto in občina v osrednji francoski regiji Auvergne, prefektura departmaja Cantal. Leta 2006 je mesto imelo 29.477 prebivalcev.

## Geografija
Kraj leži v Centralnem masivu srednje Francije, ob sotočju rek Cère in Jordanne.

## Uprava
Aurillac je sedež štirih kantonov:
- Kanton Aurillac-1 (del občine Aurillac: 9.056 prebivalcev),
- Kanton Aurillac-2 (del občine Aurillac, občine Saint-Paul-des-Landes, Sansac-de-Marmiesse, Ytrac: 10.379 prebivalcev),
- Kanton Aurillac-3 (del občine Aurillac: 10.360 prebivalcev),
- Kanton Aurillac-4 (del občine Aurillac, občine Giou-de-Mamou, Laroquevieille, Lascelle, Mandailles-Saint-Julien, Marmanhac, Saint-Cirgues-de-Jordanne, Saint-Simon, Velzic, Yolet: 10.620 prebivalcev).

Mesto je prav tako sedež okrožja, v katerega so poleg njegovih vključeni še kantoni Arpajon-sur-Cère, Jussac, Laroquebrou, Maurs, Montsalvy, Saint-Cernin, Saint-Mamet-la-Salvetat in Vic-sur-Cère z 82.116 prebivalci.

## Osebnosti
- Gerbert d'Aurillac, bodoči papež Silvester II. (938-1003),
- Alexis Joseph Delzons, francoski general (1775-1812).

## Pobratena mesta
- Altea (Valencia, Španija),
- Bassetlaw (Anglija, Velika Britanija),
- Bocholt (Severno Porenje - Vestfalija, Nemčija),
- Bougouni (Mali),
- Vorona (Transilvanija, Romunija).